# Paratriaenops
Paratriaenops is een geslacht van vleermuizen uit de familie van de Rhinonycteridae. De wetenschappelijke naam van het geslacht werd in 2009 gepubliceerd door Benda & Vallo.

## Soorten
Er worden 3 soorten in dit geslacht geplaatst:
- Paratriaenops auritus (G. Grandidier, 1912)
- Paratriaenops furcula (Trouessart, 1906)
- Paratriaenops pauliani (Goodman & Ranivo, 2008)